# Dancing (chanson)
Pour les articles homonymes, voir Dancing (homonymie).
Dancing est le quatrième single sorti en Italie et aux USA du troisième album d'Elisa Then Comes the Sun.